# Severin Cronsioe (1791–1871)
Severin Cronsioe, född 16 juli 1791 i Skanör, död 12 maj 1871, var en svensk borgmästare. Han var son till borgmästaren Carl Georg Cronsioe (död 1814) och far till Lorens Cronsioe. 
Cronsioe gick i Malmö skola, blev student vid Lunds universitet 1809 och avlade juridisk examen 1811. Han blev stadsnotarie i Skanör med Falsterbo 1812, postmästare där 1813, stadskassör 1814 och var som efterträdare till fadern borgmästare från 1815 till sin död. 